# Castel Campagnano
Castel Campagnano ist eine italienische Gemeinde (comune) mit 1441 Einwohnern (Stand 31. Dezember 2023) in der Provinz Caserta in Kampanien. Die Gemeinde liegt etwa 15,5 Kilometer nordöstlich von Caserta und grenzt unmittelbar an die Provinz Benevento. Der Volturno bildet die südliche und östliche Gemeindegrenze. Im Mittelalter hieß der Ort noch castrum Campanianum und bis 1862 Campagnano.